# Тайці (Ленінградська область)
Тайці (рос. Тайцы) — міське селище у Гатчинському районі Ленінградської області Російської Федерації.
Населення становить 2899 осіб. Належить до муніципального утворення Таїцьке міське поселення.

## Географія
Населений пункт розташований на південній околиці міста Санкт-Петербурга.

## Історія
Згідно із законом від 16 грудня 2004 року № 113—оз належить до муніципального утворення Таїцьке міське поселення.

## Населення
| 1935  | 1958  | 1959  | 1970  | 1979  | 1989  | 1997  |
| ----- | ----- | ----- | ----- | ----- | ----- | ----- |
| 5127  | ↘4935 | ↗6446 | ↘5079 | ↘3999 | ↘2929 | ↘2400 |
| 2002  | 2006  | 2009  | 2010  | 2012  | 2013  | 2014  |
| ↗2644 | ↘2600 | ↗2620 | ↗2853 | ↗3017 | ↗3143 | ↗3255 |
| 2015  | 2016  | 2017  | 2018  | 2019  | 2020  |       |
| ↗3375 | ↘3304 | ↘3283 | ↘3121 | ↘3035 | ↘2899 |       |